# Wouter Macare
Wouter Macare ([ˈʋɑʊtʰəɹ mækəˈreɪ]; Hellevoetsluis, 13 februari 1999) is een Nederlands metalartiest. Hij is vooral bekend als drummer en medecomponist van de Nederlandse deathmetalband Inferum en als drummer bij de Nederlandse band Shireen. Macare werkt tevens als sessiemuzikant en geeft drumlessen en -clinics in Nederland.

## Carrière

### Metal Factory en Inferum
In 2015 begon Macare met een mbo-opleiding tot metalartiest aan de Metal Factory in Eindhoven. Sinds 2016 is hij drummer en medecomponist van Inferum; deze deathmetalband werd in 2015 opgericht door Metal Factory-studenten uit zijn jaarlaag. In 2017 debuteerde Inferum met de ep Modern Massacre, waarmee Macare bekendheid verwierf binnen de Nederlandse deathmetalscene. In datzelfde jaar was hij met deze band te zien op onder andere de festivals Baroeg Open Air, Stonehenge Festival, Occultfest (als headliner) en Wacken Open Air. In 2018 completeerde Macare zijn opleiding aan de Metal Factory als metaldrummer. Tevens ging hij in dat jaar met Inferum op tournee door Duitsland en Nederland, samen met de deathmetalbands Entombed en Vader.

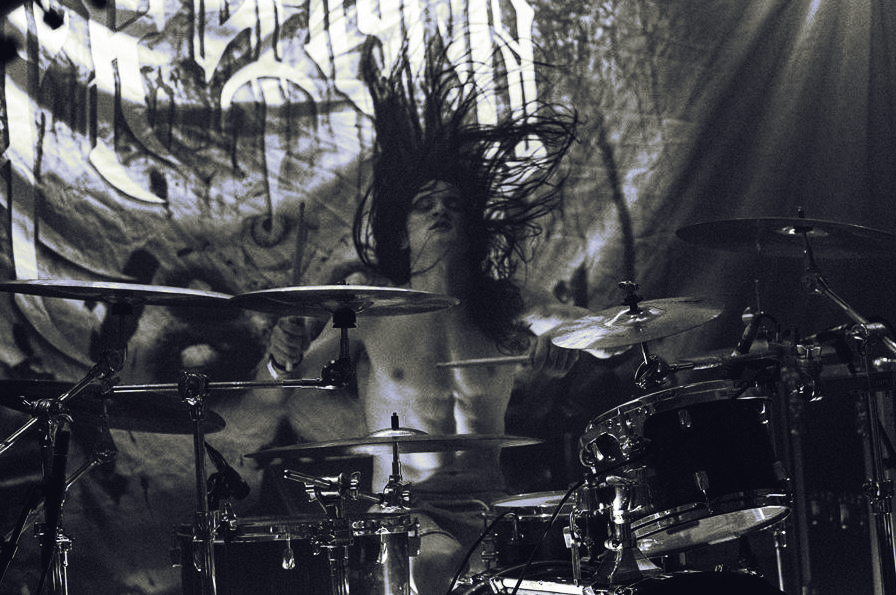
Macare tijdens een live-uitvoering van Inferum in de Melkweg (Amsterdam, 2017)

### Andere acts
Hillsphere
Naast Inferum was Macare in de periode 2016–2019 drummer bij de progrockband Hillsphere. In het bijzonder was hij met deze groep te zien tijdens concerten (in Nederland) rondom de promotie van het debuutalbum Florescence. Nochtans heeft Hillsphere geen studiomateriaal uitgebracht dat drumwerk van Macare bevat. De drumpartijen van Florescence waren immers al ingespeeld door Hillsphere's vorige drummer Jorn van der Wal (ook bekend van Nuclear Devastation).
Snake Bite Love
In de periode 2016–2020 was Macare percussionist van de akoestische Motörhead-tributeband Snake Bite Love, met onder andere bassist Siebe Sol en zangeres Micky Huijsmans. In 2016 en 2017 was Macare met deze band te zien tijdens een reeks concerten door Nederland, genaamd Lemmy Lives. Deze concertenreeks was een eerbetoon aan de in eind 2015 overleden Motörhead-frontman Lemmy Kilmister. Tijdens de concerten werden verschillende werken van Motörhead uitgevoerd door andere bekende Nederlandse hardrock- en metalartiesten, waaronder Raven van Dorst, Charlotte Wessels, Marco Roelofs en leden van Peter Pan Speedrock, The Charm The Fury, Birth of Joy en Death Alley. In 2019 bracht Snake Bite Love het tributealbum Back To The Pub uit. In alle liederen op dit album is het percussiewerk van Macare te horen (hoofdzakelijk cajón).
Porselain
In de periode 2018–2020 was Macare drummer van het experimentele muziekproject Porselain, dat onder andere elementen uit de artrock en avant-gardemetal op een duistere en theatrale wijze combineert. De vocaliste van dit project is (eveneens) Micky Huijsmans, waarmee Macare samenwerkte in Snake Bite Love. Op kerstavond 2018 verscheen Macare voor het eerst met Porselain op het podium tijdens 'Dark Xmass Ritual' (een Eindhovens kerstconcert in hoofdzakelijk de blackmetalstijl), met de blackmetalbands Carach Angren en Laster. In 2019 bracht Porselain een debuutalbum uit, genaamd Duende.

## Jeugd
Wouter Macare werd op 13 februari 1999 geboren in de Zuid-Hollandse stad Hellevoetsluis. Kort na zijn geboorte verhuisde hij met zijn gezin naar de Gelderse plaats Bemmel in de streek de Over-Betuwe, waar zijn moeders familie oorspronkelijk vandaan kwam. Aldaar groeide hij op en volgde het basisonderwijs op het Bemmelse IKC Pius X. Daarna volgde hij het agrarisch middelbaar onderwijs op Yuverta in Nijmegen. Op tienjarige leeftijd begon Macare met drummen. Hij heeft één oudere broer, Nuva Macare, die werkzaam is als zanger en pianist.

## Discografie
Met Inferum
Met andere acts
- Back To The Pub (2019), tributealbum van Snake Bite Love
- Duende (2019), debuutalbum van Porselain
- I'm Out! (2021), single van Nuva Macare
- Elytra Live (2025), livealbum van Shireen